# Classe Bretagne
A Classe Bretagne foi uma classe de couraçados operada pela Marinha Nacional Francesa, composta pelo Bretagne, Provence e Lorraine. Suas construções começaram em 1912 no Arsenal de Brest, Arsenal de Lorient e Ateliers et Chantiers de la Loire e foram lançados ao mar no ano seguinte, entrando em serviço em 1916 no meio da Primeira Guerra Mundial. Uma quarta embarcação, chamada Vasilefs Konstantinos para a Marinha Real Helênica, teve suas obras iniciadas em 1914, porém foi cancelada por causa da guerra. A classe foi encomendada para manter a Marinha Nacional em equilíbrio com frotas estrangeiras e teve seu projeto baseado na predecessora Classe Courbet.
Os três couraçados da Classe Bretagne eram armados com uma bateria principal composta por dez canhões de 340 milímetros montados em cinco torres de artilharia duplas. Tinham um comprimento de fora a fora de 166 metros, boca de quase 27 metros, calado de nove metros e um deslocamento carregado entre 25 e 26 mil toneladas. Seus sistemas de propulsão eram compostos por dezoito a 24 caldeiras a carvão que alimentavam quatro conjuntos de turbinas a vapor, que por sua vez giravam quatro hélices até uma velocidade máxima de vinte nós (37 quilômetros por hora). Os navios também tinham um cinturão de blindagem que ficava entre 140 e 250 milímetros de espessura.
Os navios deram cobertura para a Barragem de Otranto contra a Marinha Austro-Húngara na Primeira Guerra Mundial, porém nunca chegaram a entrar em combate. Ele foram todos modernizados no período entreguerras e passaram a maior parte deste tempo realizando treinamentos. Com o início da Segunda Guerra Mundial em 1939, atuaram na caça a navio alemães no Oceano Atlântico até a Queda da França em 1940. O Bretagne foi afundado no Ataque a Mers-el-Kébir, enquanto o Provence seriamente danificado. Este foi levado a Toulon e deliberadamente afundado em 1942. O Lorraine serviu pelas Forças Navais Francesas Livres e continuou atuando até ser desmontado em 1953.

## Projeto
Em 1910, a França ainda não havia construído um único encouraçado dreadnought; a Grã-Bretanha já havia concluído dez e cinco cruzadores de batalha, com mais oito e três dos dois tipos, respectivamente, em construção. A Alemanha construiu oito encouraçados e um cruzador de batalha, e os Estados Unidos construíram seis e construíram mais quatro. No final daquele ano, a Marinha Francesa lançou o primeiro dos quatro navios Classe Courbet. Para remediar a inferioridade da frota francesa, o governo aprovou o Estatuto Naval em 30 de março de 1912, autorizando uma força de vinte e oito couraçados a entrar em serviço até 1920. Os três primeiros navios deveriam ser lançados em 1912.
A Classe Bretagne substituiu os encouraçados Carnot, Charles Martel e Liberté. Eles foram desenvolvidos a partir da Classe Courbet e foram construídos com os mesmos cascos. O principal motivo para a decisão de usar o mesmo projeto de casco da Classe Courbet foram as limitações dos estaleiros franceses. Os navios da Classe Courbet eram os maiores navios possíveis que cabiam nos estaleiros existentes e nas bacias de reforma. O Conselho Superior Naval ordenou ao departamento de construção que preparasse projetos para um navio de 23 500 toneladas armado com doze canhões de 340 milímetros em seis torres de armas gêmeas.
O peso adicional das torres de 340 milímetros em comparação com as de 305 Classe Courbet impôs problemas intransponíveis para os projetistas. Incorporar seis torres com o mesmo arranjo dos navios anteriores, com quatro na linha central em pares de superdisparos e duas torres de asa no meio do navio, exigiria um deslocamento adicional 3 mil toneladas bem como um aumento significativo no comprimento do casco. Após várias outras propostas, o Conselho Naval Superior escolheu um projeto com cinco torres gêmeas, todas montadas na linha central. Isto permitiria atingir o mesmo número de dez canhões, apesar da redução do número destes. A largura do cinto blindado foi reduzida em 20 milímetros para compensar o aumento de peso da bateria principal.
O Provence foi o primeiro navio da classe a ser construído, em 21 de maio de 1912, no Arsenal de Lorient. O Bretagne foi construído no estaleiro Arsenal de Brest, em Brest, em 22 de julho de 1912. O Lorraine seguiu no estaleiro Ateliers et Chantiers de la Loire em St. Nazaire quase seis meses depois, em 7 de novembro de 1912. Devido à eclosão da Primeira Guerra Mundial no verão de 1914, a capacidade industrial francesa foi redirecionada para o exército e o trabalho nos navios desacelerou. A Marinha Grega encomendou um couraçado chamado Vasilefs Konstantinos com o mesmo projeto do AC de St Nazaire Penhoet. O trabalho começou em junho de 1914, mas foi interrompido com a eclosão da guerra em agosto e nunca foi retomado. A disputa contratual foi resolvida em 1925.

### Características gerais

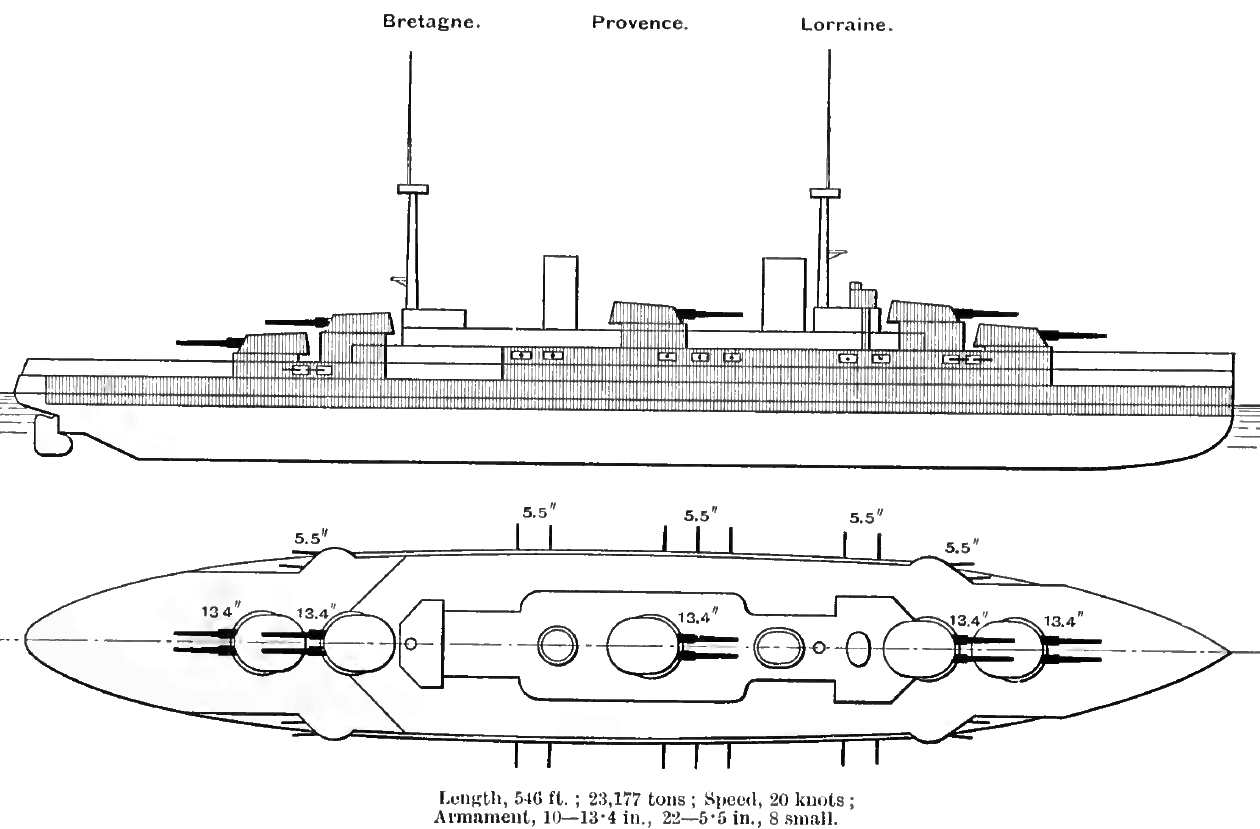
Os Bretagne, conforme retratado no Anuário Naval de Brassey de 1915

Os navios tinham 164,9 metros de comprimento na linha d'água e 166 metros de fora a fora. Eles tinham uma boca de 26,9 metros e um calado entre 8,9 e 9,8 metros. Com a carga projetada, os navios deslocavam 23 936 toneladas e, com carga total de combate, esse deslocamento aumentava para 26 mil toneladas. A tripulação incluía 34 oficiais, 139 suboficiais e 1 020 soldados, totalizando 1 193 homens. Os navios transportavam vários barcos menores, incluindo dois barcos a vapor de 10 metros, três barcos patrulha de 11 metros, um barco de 13 metros, três botes de 10,5 metros, dois botes de 5 metros, duas baleeiras de 8,5 metros e dois botes salva-vidas de 5,6 metros.
Os sistemas de propulsão dos navios consistiam em quatro turbinas a vapor Parsons. O Bretagne estava equipado com vinte e quatro caldeiras Niclausse; o Lorraine tinha o mesmo número de caldeiras Guyot du Temple. O Provence foi equipado com dezoito caldeiras Belleville. Todos os três navios eram movidos a carvão. Cada uma das turbinas acionava uma única hélice e tinham uma potência total de 22 mil quilowatts. Isso proporcionou-lhes uma velocidade máxima de 20 nós (37 quilômetros por hora). Os quatro navios podiam transportar 900 toneladas de carvão, embora espaços adicionais pudessem ser usados para armazenamento, aumentando para até 2 680 toneladas. Na velocidade máxima, os navios podiam navegar por 600 milhas náuticas (1 100 quilômetros); à 13 nós (24 quilômetros por hora), o alcance aumentava significativamente para 2 800 milhas náuticas (5 200 quilômetros) Uma redução adicional na velocidade para 10 nós (19 quilômetros por hora) aumentava correspondentemente o alcance para 4 600 milhas náuticas (8 500 quilômetros).
Os navios foram modificados diversas vezes no período entre guerras. Em 1919, o Bretagne foi equipado com um mastro tripé pesado; o Provence e Lorraine receberam mastros tripé no início da década de 1920. Quatro das caldeiras do Bretagne foram convertidas para aquecimento a óleo em 1924, e metade das caldeiras do Provence na sala traseira foram convertidas de forma semelhante em 1927. Posteriormente, o Bretagne teve seis novas caldeiras a óleo para substituir o restante das antigas caldeiras a carvão, e suas turbinas de acionamento direto foram substituídas por turbinas de engrenagem Parsons. O Provence foi modificado de forma semelhante em 1931-1934. O sistema de propulsão do Lorraine foi melhorado em um padrão semelhante. Em 1935, a torre da bateria principal central do Lorraine foi substituída por uma catapulta para aeronaves e um hangar para três aeronaves. Inicialmente eram hidroaviões Gourdou-Leseurre GL-819 e Potez 452, mas foram substituídos pelo Loire 130. Em março-maio de 1944, a instalação da aeronave foi removida.

### Armamento
A bateria principal do navio consistia em dez canhões de 340 milímetros/45 Modelo 1912 em cinco torres de canhões duplas. As torres foram montadas todas na linha central, com duas em um par de superdisparos à frente da torre de comando, uma no meio do navio entre os dois funis e duas superdisparos à ré da superestrutura traseira. Essas armas tinham uma elevação máxima de 12 graus, com um alcance de 14 500 metros; isso foi resultado da crença do Conselho de que o alcance decisivo da batalha seria apenas 6 mil metros e que as frotas não se envolveriam em alcances superiores a 8 mil metros. O Lorraine foi modificado em 1917 para aumentar a elevação dos canhões para 18 graus, o que ampliou correspondentemente o alcance para 21 100 metros. O Bretagne e o Provence foram modificados de forma semelhante após o fim da guerra em 1919. Cada arma era abastecida com 100 projéteis de munição, armazenados em salas de projéteis localizadas abaixo dos depósitos de propelentes.

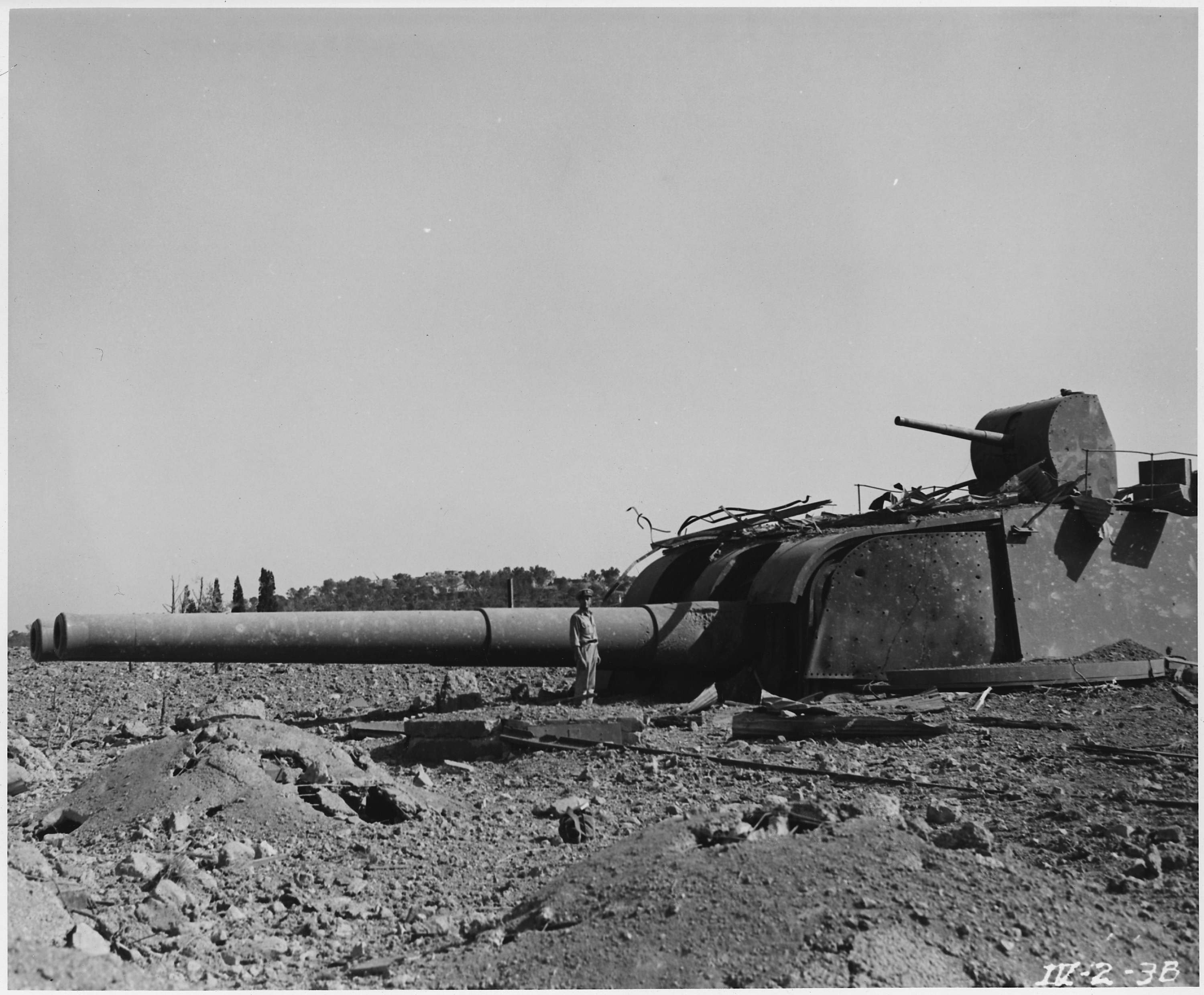
Uma das torres do Provence usada como bateria de costa

Uma bateria secundária de vinte e dois canhões de 138 milímetros Modelo 1910 foi montada em casamatas ao longo do casco do navio. Esperava-se que fossem usados ofensivamente para atacar as estruturas superiores dos couraçados inimigos, bem como para se defender contra ataques de torpedeiros. O controle de tiro da bateria secundária consistia em dois diretores centrais e quatro telêmetros, que ficavam localizados lado a lado com as torres de supertiro, na proa e na popa. Os navios transportavam sete canhões M1885 Hotchkiss de 47 milímetros de tiro rápido. Dois foram colocados na torre de comando e um foi colocado em cada torre da bateria principal. Durante a Primeira Guerra Mundial, um par de canhões de 75 milímetros foram adicionados. O armamento dos navios foi completado por quatro tubos de torpedos de 450 milímetros. Os tubos estavam submersos.
No período entreguerras, todos os três navios tiveram seu armamento reorganizado. Em 1919-1920, o Bretagne teve os quatro canhões de 138 milímetros mais avançados removidos, junto com os de 75 milímetros e dois dos de 47 milímetros. Em seu lugar, quatro canhões mle 1897 de 75 milímetros foram instalados na superestrutura dianteira. Vinte e quatro metralhadoras Hotchkiss de 8 milímetros foram instaladas no convés do castelo de proa em 1927. Os quatro últimos canhões de 138 milímetros foram removidos durante esta reforma, junto com os de 75 milímetros, que foram substituídos por oito canhões antiaéreos de 75 milímetros. Dezesseis metralhadoras Hotchkiss de 13,2 milímetros, em montagens quádruplas, também foram adicionadas. O Provence teve seus quatro canhões de 138 milímetros removidos em 1919 e equipados de forma semelhante ao Bretagne. Em 1931-1934, ele recebeu os mesmos oito canhões de 75 milímetros como o Bretagne, e em 1940, três montagens quádruplas de 13,2 milímetros foram instaladas. O Lorraine seguiu um padrão semelhante, embora em 1935 sua torre central da bateria principal tenha sido removida; uma catapulta de aeronave foi instalada em seu lugar. Neste momento, foram adicionados 4 canhões modelo M1930, juntamente com dois dos de 13,2 milímetros em montagens quádruplas. Em 1940, os canhões de 100 milímetros foram removidos para armar o novo encouraçado Richelieu e oito canhões de 75 milímetros os substituíram. Em março-maio de 1944, quatorze canhões de 40 milímetros e 25 de 20 milímetros foram adicionados  em montagens simples. Os canhões de 13,2 milímetros em montagen quádruplas foram removidos.

### Controle de fogo
Os Bretagne foram equipados com Telêmetros Barr e Stroud de 4,57 metros. Cada torre tinha um telêmetro de 2 metros sob uma estrutura blindada na parte traseira da torre. Entre as guerras, sistemas de controle de fogo foram adicionados para o armamento principal, secundário e antiaéreo. O telêmetro na torre de superdisparo dianteira foi substituído por um de instrumento de 8,2 metros.

### Blindagem
O cinturão blindado principal dos navios era de 270 milímetros de espessura no meio do navio e reduzia para 160 em cada extremidade do navio. Acima do cinturão, as casamatas da bateria secundária eram blindadas com 170 milímetros de chapas de aço. A proteção horizontal consistia em três conveses blindados; o convés principal tinha de 30 a 40 milímetros de espessura. Os conveses superior e inferior tinham ambos 40 milímetros de espessura. Um blindagem curva de 70 milímetros conectava o convés principal ao cinturão blindado. Cada uma das barbetas da bateria principal que abrigavam os conjuntos da torre inferior era blindada com 248 milímetros de aço. As torres mais à frente e mais atrás tinham 340 milímetros de blindagem. As torres de superdisparo eram menos bem protegidas, com 270 milímetros nas laterais. A torre do meio do navio era a mais fortemente blindada, com 400 milímetros em seus lados. A torre de comando foi protegida com 314 milímetros de blindagem. O peso total da armadura era de 7 614 toneladas.

## Navios
| Enviar                | Construtor                                       | Batido                | Lançado                | Em serviço              | Destino |
| --------------------- | ------------------------------------------------ | --------------------- | ---------------------- | ----------------------- | --- |
| Bretagne              | Arsenal de Brest, Brest                          | 22 de julho de 1912   | 21 de abril de 1913    | 10 de fevereiro de 1916 | Afundado pela Marinha Real em Mers-el-Kébir, 4 de julho de 1940 |
| Lorraine              | Ateliers et Chantiers de la Loire, Saint-Nazaire | 7 de novembro de 1912 | 30 de setembro de 1913 | 10 de março de 1916     | Sucateado a partir de janeiro de 1954 |
| Provence              | Arsenal de Lorient, Lorient                      | 21 de maio de 1912    | 20 de abril de 1913    | 1 de março de 1916      | - Afundado em Toulon, 27 de novembro de 1942 - Reflutuado, 11 de julho de 1943 - Afundou em Toulon pela segunda vez, em 1944. Os alemães afundaram o casco restante como um navio de bloqueio depois de despojá-lo em 1943. - Destroços desmantelados em 1949 |
| Vasilefs Constantinos | Ateliers e Chantiers de la Loire, Saint-Nazaire  | 12 de junho de 1914   |                        |                         | Trabalho interrompido em agosto de 1914 |

## Histórico de serviço
Todos os três navios da classe entraram em serviço na Marinha Francesa em 1916. O Bretagne e Lorraine foram designados para a 1ª Divisão do 1º Esquadrão de Batalha, enquanto o Provence serviu como capitânia da frota durante toda a Primeira Guerra Mundial. Eles foram enviados para proteger o extremo sul do Mar Adriático, com base em Argostoli e Corfu, para bloquear uma possível investida da frota austro-húngara. Os três navios permaneceram em grande parte no porto, embora o Provence tenha sido usado repetidamente para intimidar o governo da Grécia, que favoreceu a Alemanha durante a guerra. Em janeiro de 1919, após o fim da guerra, o Lorraine foi enviado a Cattaro para proteger a frota austro-húngara. Ele se juntou aos seus irmãos em Toulon em junho de 1919; mais tarde naquele ano, os navios formaram a Frota do Mediterrâneo Oriental até 1921.

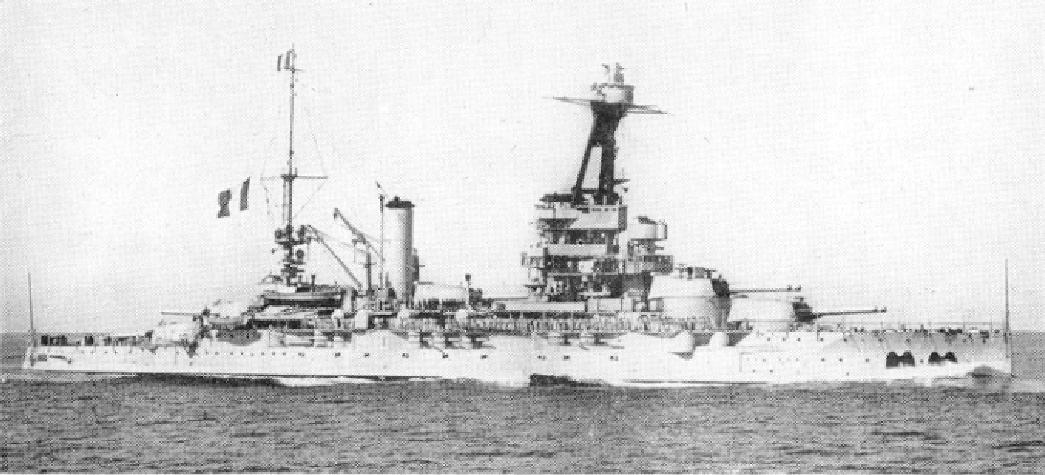
Foto de reconhecimento da Marinha dos EUA do Provence

Problemas financeiros forçaram a Marinha Francesa a reduzir sua força de couraçados para quatro embarcações ativas. O Lorraine e o Provence foram reduzidos ao status de reserva em 1922, e o último foi para doca seca para uma grande reforma. O Lorraine retornou ao serviço no Esquadrão Mediterrâneo em 1923. O Bretagne permaneceu em serviço e conduziu cruzeiros de treinamento no Mediterrâneo e ao longo da costa do Norte da África durante as décadas de 1920 e 1930. Em 1934, o Bretagne e o Provence foram designados para o 2º Esquadrão, baseado na costa atlântica da França. Em 1936, eles se juntaram às patrulhas de não intervenção na costa da Espanha durante a Guerra Civil Espanhola. Com a eclosão da Segunda Guerra Mundial, em setembro de 1939, o Bretagne e o Provence foram baseados em Toulon com o 2º Esquadrão, enquanto o Lorraine foi designado para o Esquadrão do Atlântico.
Após passar por uma reforma nos primeiros meses da guerra, o Provence conduziu patrulhas anti-invasores com a Força Y, baseada em Casablanca. O Bretagne também foi reformado no início da guerra; em março de 1940, ele escoltou um comboio para Halifax e retornou com outro comboio carregado com aeronaves para a Força Aérea Francesa. Ele então recebeu ordens de se juntar ao Lorraine na Força X, com base em Alexandria para operar em conjunto com a Frota Britânica do Mediterrâneo. Duas semanas depois, o Bretagne recebeu ordens de navegar em alta velocidade para Bizerta, para se juntar à Força de Ataque com o Provence. Os navios atracaram em Mers-el-Kébir e permaneceram lá até depois da queda da França em junho de 1940. Para evitar que os navios da Marinha Francesa caíssem nas mãos dos ocupantes alemães, o primeiro-ministro britânico Winston Churchill ordenou a neutralização de todos os couraçados franceses. A Força H deveria entregar um ultimato aos navios baseados em Mers-el-Kébir; em 3 de julho, o esquadrão britânico chegou ao porto e exigiu que as embarcações navegassem com eles para a Grã-Bretanha ou seriam afundadas.
Os britânicos e franceses negociaram por várias horas e culminaram com os britânicos abrindo fogo contra a frota francesa. No espaço de dez minutos, o Bretagne foi afundado e o Provence foi seriamente danificado. O Bretagne foi atingido por pelo menos quatro projéteis de 380 milímetros do HMS Hood, Resolution e Valiant, que explodiram, matando a grande maioria de sua tripulação. O Provence foi incendiado e afundou no porto, embora tenha sido posteriormente içado e transferido para Toulon, onde foi afundado em 1942 para evitar que fosse capturado pelos alemães. No entanto, eles salvaram o navio a partir de julho de 1943. Dois de seus canhões principais foram posicionados como baterias costeiras fora de Toulon. O Lorraine foi desarmado em Alexandria até dezembro de 1942, quando se juntou às Forças Navais Francesas Livres. Ele serviu como navio de treinamento durante grande parte de 1943, até uma grande reforma no final do ano para prepará-lo para participar da Operação Dragão, a invasão do sul da França. Ele forneceu apoio de fogo durante os desembarques antes de seguir para a Grã-Bretanha para uma pequena reforma. Ele permaneceu na Grã-Bretanha até março de 1945, quando bombardeou fortalezas controladas pelos alemães no norte da França.

Após o fim da guerra, o Lorraine serviu como navio de treinamento de artilharia em Toulon. Ele foi então usada como navio quartel até fevereiro de 1953, quando foi retirado do registro naval e vendido para desmanche no final do ano. Ele foi desmantelado para sucata nos arredores de Toulon no ano seguinte. O Bretagne permaneceu no fundo de Mers-el-Kébir até ser desmantelado em 1952. O Provence foi recuperado em abril de 1949 e desmantelado.